# Stranov
Stranov je dvorac u Češkoj iz vremena nove renesanse u općini Jizerní Vtelno kod grada Mlada Boleslav, izgrađen je iz srednjovjekovnog grada prema nacrtu arhitekta Josefa Schulza.

## Povijest
Na mjestu današnjeg dvorca bila je u početku drvena tvđava, koju prvi put spominje godine 1429. gospodin Bohunek iz Stranova. Na njezinom mjestu dao je Jaroš iz Sovojovica izgraditi u razdoblju od 1463. – 1468. godine silni gotički dvorac, koji je nazvan Novi Stranov.
U razdoblju od 1545. – 1589. godine dvorac je bio u vlasništvu poznate obitelji Berk iz Dube.
Godine 1589. vlasnikom je postao Karel iz Biberštejna, kraljevski savjetnik i glavni blagajnik kraljevine Češke. Kasnije je grad dobio vjenjčanjem Michal Slavata iz Chluma. Obitelj Biberštejn ili Slavat je dvorac preuredila u renesansni dvorac. 
Tijekom 1642. godine dvorac je prešao u vlasništvo Jana iz Lisau člana braniborskog plemstva – plemički čin stekao je kao nagradu za hrabrost u bitki kod Nordlingena, kasnije postaje najviši zapovjednik Chebu. Njegovi potomci su se nakon tri generacije izjasnili kao česi i nazivali se vladarima iz Lise.
Onda je u dvorcu živio Janov sin, Rudolf Adam iz Lise, sa suprugom Alžbetom Lidmilom (praunukom astronoma Tycha Brahe), koja je u dvorcu proživjela veliki dio svog života.
Godine 1746. preko braka stječe ga plemić Jan Vaclav Prichovski iz Prichovica. Taj barokni kavalir iz jedne od najvećih aristokratskih obitelji ostavio je u okolini dvorca do današnjeg dana vidljive tragove - Stranov je uređen u baroknom stilu, pridan je dvorski vrt (koi je na žalost cijeli nestao), izgrađena je barokna fontana u dvorskom arealu a 1767. godine pred dvorcem i crkva sv. Vaclava (autor je poznati praški architekt Filip Heger).
Od 1794. godine vlasnik je bio slobodni gospodin Vaclav Vojtech Herites (među ljudima poznat kao Herodes), nakon njegove smrti Jan Herites, a od 1864. godine vitez Bedrich Neubauer.
Svoj današnji izgled dobio je dvorac pri novorenesansnoj rekonstrukciji i današnji romantični izgled ima od rekonstrukcije na kraju 19. stoljeća, koju je izveo u razdoblju 1890. – 1894. godine graditelj J. Mraz prema naruđbi Marije iz Valdštejna i Vartemberka prema projektu Josefa Schulza.
Dvorac je 1917. godine kupio predsjednik Škodinih tvornica i senator u parlamentu Josef Šimonek, koji je za zasluge učinjene na području industrije imenovan barunom. Njegov sin František Šimonek s obitelji je živio u dvorcu Stranov sve do nacionalizacije godine 1950. godine.
Nakon nacionalizacije je dvorac korišten kao dječji dom (pred dvorcem je bilo sjedište Jedinstvenog zemljoradničkog društva, što je vidljivo iz svih bezosjećajnih rekonstrukcija (zahodi i kupaone su izgrađene i na hodnicima i glavnim reprezentativnnim prostorijama i sl.).
Od 2003. godine je Stránov opet vlasništvo obitelji Šimonek. Dvorac je 2004. godine prvi put u svojoj povijesti otvoren javnosti, postupno se provode djelomične rekonstrukcije interijeru i eksterijeru dvorca.
Ljeti se u dvorcu održavaju i kulturne akcije.

## Vanjske poveznice
- Zámek Stránov Službene stranice dvorca
- Informacije o dvorcu i drugim mjestima u blizini  Arhivirana inačica izvorne stranice od 21. srpnja 2011. (Wayback Machine)